# Liste der Monuments historiques in Lavoye
Die Liste der Monuments historiques in Lavoye führt die Monuments historiques in der französischen Gemeinde Lavoye auf.

## Liste der Objekte
| Bezeichnung     | Beschreibung                                       | Standort                       | Kennzeichnung | Schutzstatus | Datum | Bild |
| --------------- | -------------------------------------------------- | ------------------------------ | ------------- | ------------ | ----- | ---- |
| Sakramentsvelum | Seide, bestickt, erste Hälfte des 19. Jahrhunderts | in der Kirche St-Martin (Lage) | PM55001972    | Inscrit      | 1996  |      |